# De Kapel
Pour les articles homonymes, voir La Chapelle.
De Kapel (« La Chapelle » en néerlandais) est un hameau situé dans la commune néerlandaise de Midden-Delfland, dans la province de la Hollande-Méridionale. Le 1er janvier 2007, le hameau comptait 210 habitants.

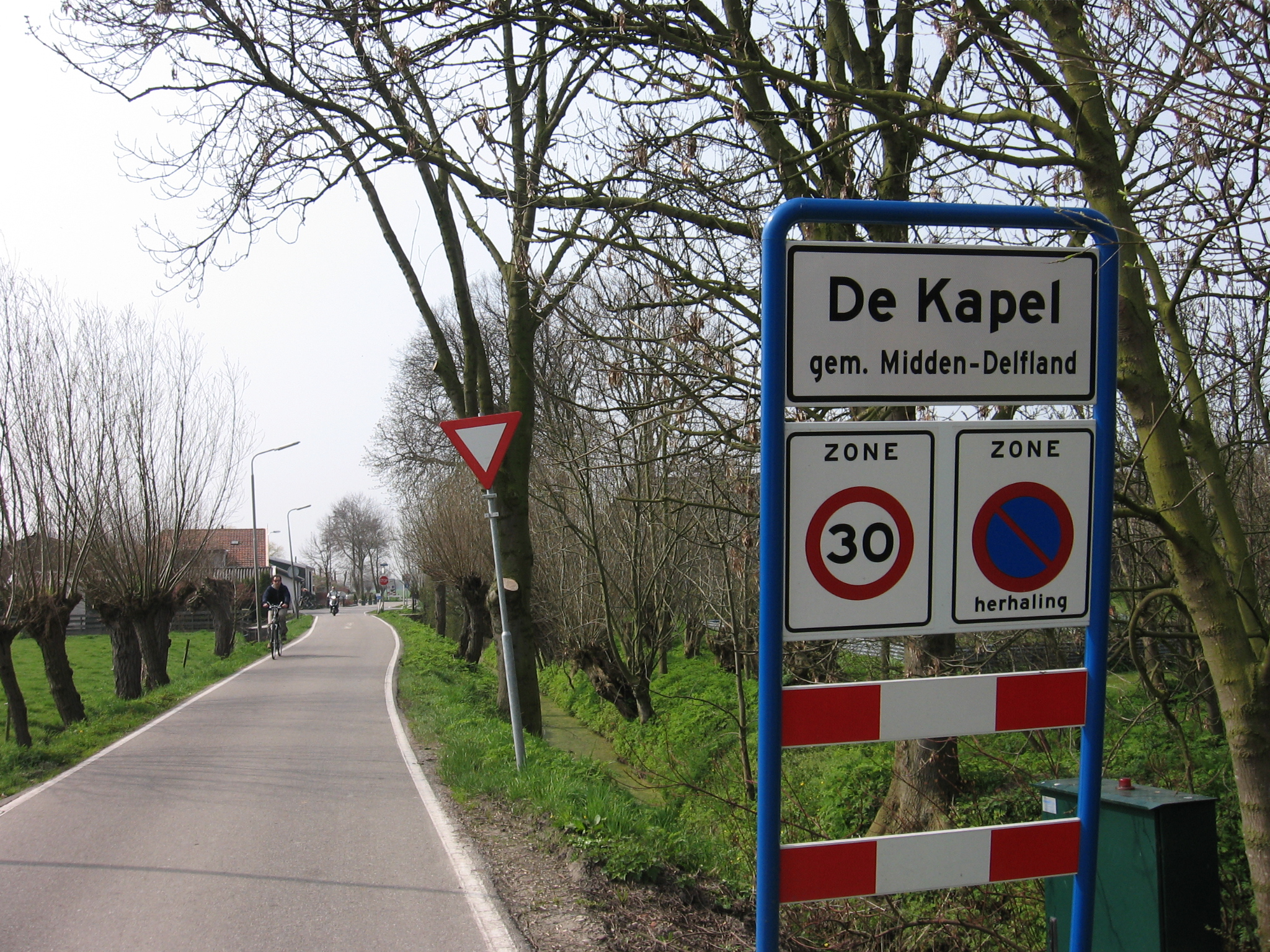
De Kapel

## Histoire
De Kapel est situé dans le polder de Zouteveen (Zouteveense polder). Le territoire autour du hameau actuel a été une commune indépendante sous le nom de Zouteveen.